# Acraspisa similis
Acraspisa similis är en tvåvingeart som beskrevs av Hardy 1939. Acraspisa similis ingår i släktet Acraspisa och familjen stilettflugor. Inga underarter finns listade i Catalogue of Life.